# Phare de Copper Harbor

Le phare de Copper Harbor (en anglais : Copper Harbor Light), est un phare du lac Supérieur situé dans le port de Copper Harbor sur la péninsule de Keweenaw, dans le Comté de Keweenaw, Michigan. Il est à l'intérieur du Fort Wilkins Historic State Park (en).
Cet ancien phare est inscrit au Registre national des lieux historiques depuis le 7 juin 2012 sous le n° 12000305 et au Michigan State Historic Preservation Office depuis le 22 février 1974.

## Historique
Le phare de Copper Harbor a été construit à l'extrémité de la pointe est du territoire qui longe le port. Le phare a aidé au transport du cuivre de la péninsule supérieure du Michigan et des navires transportant des immigrants, des fournitures et du matériel.
Le financement pour construire le phare a été approuvé en 1847. La première tour a été construite en 1848 et ressemblait à celle du phare d'Old Presque Isle. La maçonnerie en pierre a été démantelée, et les pierres ont été utilisées comme fondation pour le phare de remplacement construit en 1866.
La maison d'habitation actuelle du gardien de phare est une survivante de la première tour d'éclairage. Le phare, élevé en 1866, a été désactivé en 1933 et a été remplacé la même année par une tour d'éclairage en acier encore utilisée à ce jour.
La première station avait été créée en 1849. Une lentille de Fresnel y a été installée en 1856. La tour actuelle, mis en service en 1866, a été automatisé en 1919 et désactivé en 1933. Les matériaux de fondation sont en pierre de taille, et le bâtiment est en brique. C'est une tour carrée blanche, avec une lanterne noire, adossée au pignon d'une maison de gardien.
En 1933, la lentille de Fresnel de cinquième ordre avait été retirée du phare et placée sur la tour métallique blanche. Celle-ci est désormais exposée au musée. Elle fut remplacée par une optique plus moderne.

### Actuellement
L'ancien phare de Copper Harbor est, depuis 2006, exploité comme une unité du Michigan Department of History, Arts, and Libraries. Il est ouvert au public pendant les mois d'été et abrite un musée sur le phare et l'histoire maritime du lac Supérieur.Une visite du phare est aussi disponible. Les autres bâtiments sur place comprennent une maison individuelle de 1849, qui a fonctionné comme entrepôt et maison pétrolière.

## Description
Le phare actuel est une tour métallique à claire-voie de 19 m de haut. Le phare est peint en blanc.
Il émet, à une hauteur focale de 27 m, un  éclat vert par période de 6 secondes. Sa portée est de 18 milles nautiques (environ 46 km)
Identifiant : ARLHS : USA-193 ; USCG :  7-15175 .

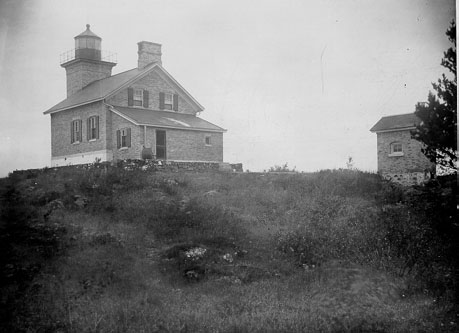
Le phare de 1866 (photo USCG)
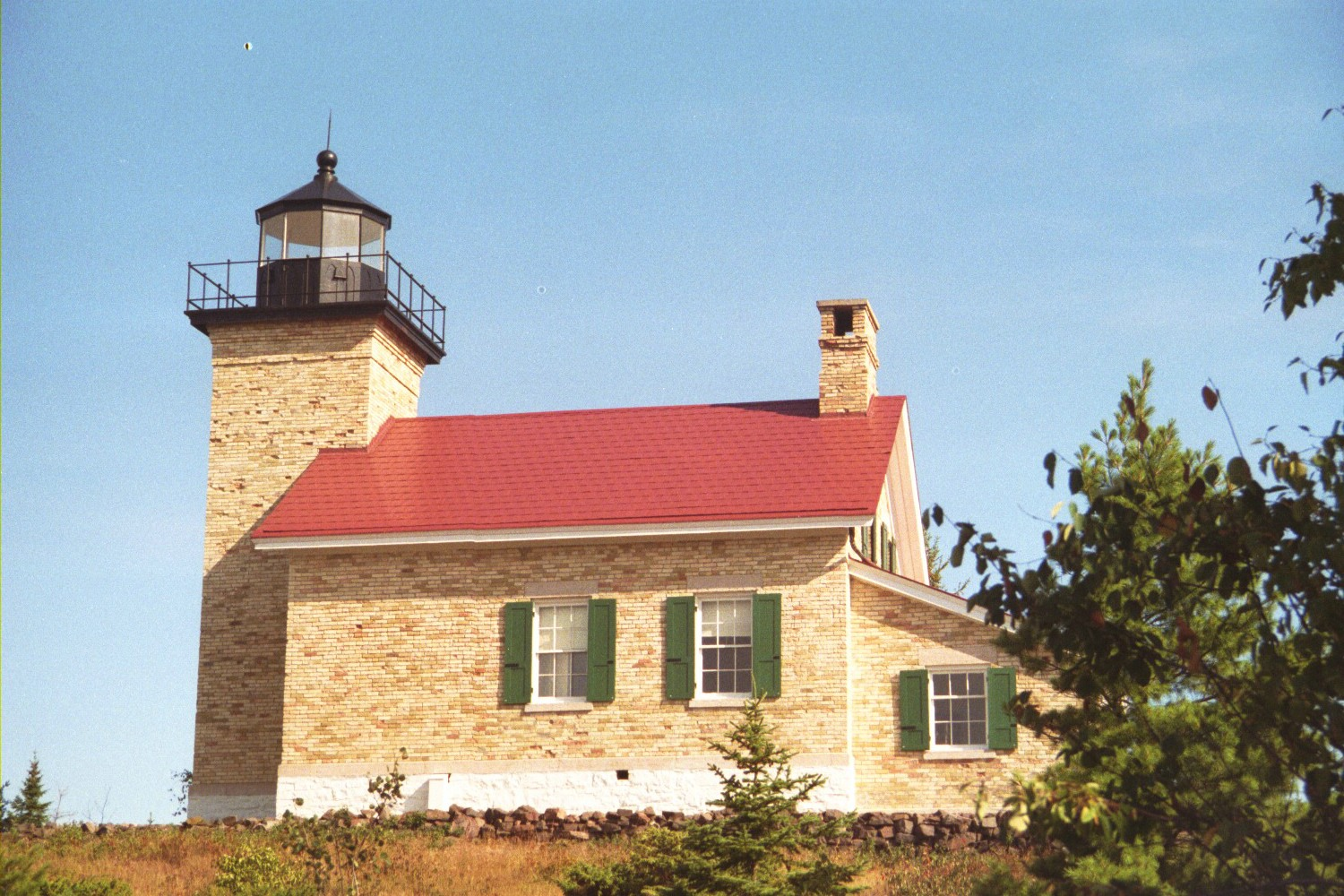
Le phare de 1866
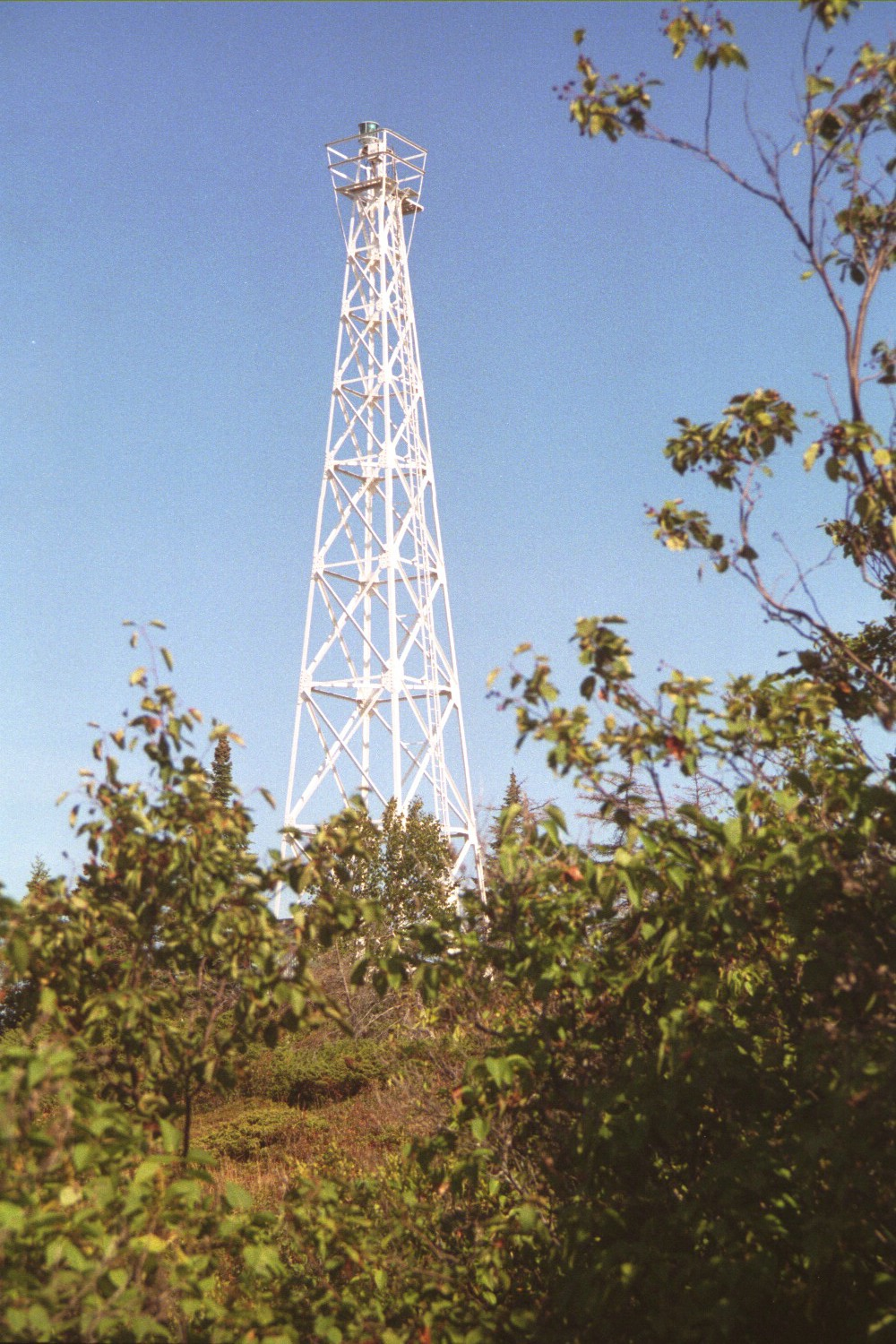
Latour actuelle

### Lien connexe
- Liste des phares au Michigan